# Tetrafóbia

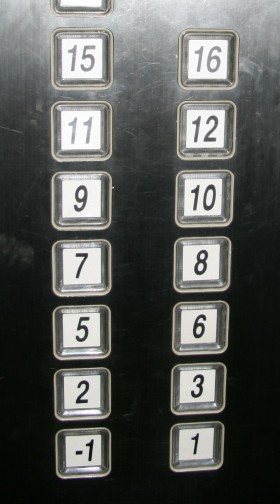
Felvonó egy sanghaji épületben, ahol nincsen 4., 13. és 14. emelet

A tetrafóbia a 4-es számtól való félelmet jelenti, mely egyes kelet-ázsiai országokban, például Japánban, Kínában, Dél-Koreában és Tajvanon a legelterjedtebb.
A négyes számtól való félelmet azzal magyarázzák, hogy a „négy” (四, pinyin: sì) és a „halál” (死, pinyin: sǐ) szavak kiejtése mandarinul és kantoniul is nagyon hasonlít egymásra. Mivel a japán és a koreai nyelv is a kínaiból vette át e szavak kiejtését – "shi" japánul és "sa" (사) koreaiul) – ezért a tetrafóbia ott is igen elterjedt.
Ezekben a kultúrákban – főképp a kínaiban – különös figyelmet fordítanak a 4-es szám elkerülésére fesztiválok idején, vagy egy családtag megbetegedése esetén, ezért a 4-es számjegy jelenléte miatt a 14-től, a 24-től és a többi 4-re végződő számtól is óvakodnak. Nem ritka, hogy ezekben az országokban az épületeknek – szállodáknak, irodaházaknak, lakóházaknak, de akár kórházaknak – nincsen 4. emelete, illetve olyan emelete, amelyben a négyes szám szerepelne (14, 41 stb.). Egyes városokban, például Hongkongban és Szingapúrban – a keleti és nyugati kultúra együttélése miatt – gyakran a 13. emelet is hiányzik. Esküvői vacsorákon és más rendezvényeken gyakran nincs 4, 14, 24 stb. számú asztal. Házszámok esetén az épületeket 3A, 13A, 23A stb. jelöléssel látják el.
Egyes hongkongi felhőkarcolóknak – például a Vision Citynek és a The Arch-nak – nincs 40–49. emelete. A 39/F szintet az 50/F követi, így azok a látogatók, akik nincsenek tisztában a tetrafóbiával, azt hihetik, hogy bizonyos emeletek hiányoznak az épületből.
A kínai katonai repülőgépek sorozatszáma a tetrafóbia miatt 5-tel kezdődik, melynek egyik példája a Shenyang J-5. A tajvani és dél-koreai haditengerészet hajóinak jelzőszámában soha sincs 4.
Koreában a tetrafóbia kevésbé számít komoly félelemnek, de kórházakban és más nyilvános épületekben szinte mindig hiányzik a 4. emelet. Más épületek liftjeiben a 4. emeletet F-fel (a 4 angolul four) jelölik. Azok a lakások, melyek számában a 4-es számjegy többször is előfordul (például 404), különösen alacsony értékkel bírnak.
A 4-es számot tartalmazó kínai mobiltelefonszámokat lényegesen alacsonyabb áron kínálják, mint azokat, amelyekben ez a szám egyszer sem szerepel – ami már csak azért is érdekes, mert a hét számjegyű telefonszámok több mint fele tartalmaz legalább egy négyest (vagy legalább egy bármilyen más számot).

## Bibliográfia
- Havil, Julian: Nonplussed: Mathematical Proof of Implausible Ideas. Princeton University Press : Princeton, 2007. ISBN 0691120560 British Library Catalogue[halott link], Google Books, Amazon.com